# Aéroport de Sanga-Sanga
L'aéroport de Sanga-Sanga (code IATA : TWT, code OACI : RPMN), également connu sous le nom de « aéroport de Tawi-Tawi », est un aéroport desservant la zone de Bongao, la capitale de la province de Tawi-Tawi aux Philippines. L’aéroport est classé comme un aéroport principal de classe 2 (mineur domestique) par l’Autorité de l’aviation civile des Philippines. Il ne s’agit pas d’un aéroport international, contrairement à sa classification par le gouvernement provincial de Tawi-Tawi. Il est situé sur l’île de Sanga-Sanga. L’aéroport était auparavant désigné par l’IATA avec le code SGS jusqu’à la fin de l’année 2011, date à laquelle son code IATA a été changé en TWT.
En 2005, la piste a été rallongée à 1860 mètres grâce à des partenariats entre le ministère des Transports et des Communications (DOTC, aujourd’hui DOTr), le CAAP, l’Agence des États-Unis pour le développement international (USAID), le gouvernement régional de la région autonome en Mindanao musulmane et le gouvernement provincial de Tawi-Tawi. En outre, la piste a été élargie à 30 mètres. Parallèlement à l’agrandissement de l’aéroport de Jolo dans l'archipel de Sulu, l’agrandissement de la piste a été achevé en août 2009.
La nouvelle piste a été officiellement inaugurée le 17 août 2009 par l’ambassadrice américaine Kristie Kenney et des responsables locaux de Tawi-Tawi.
En 2015, le DOTC a alloué 48 millions de pesos philippins (PHP) pour amorcer la rénovation de l’aéroport de Sanga-Sanga et 10 millions de PHP supplémentaires pour couvrir les dépenses liées aux besoins en clôtures de l’aéroport de Cagayan de Sulu dans la municipalité de Mapun, Tawi-Tawi. Le DOTC devait également libérer 577 millions de PHP d’ici janvier 2016 pour financer l’amélioration et le développement de l’aéroport de Sanga-Sanga.

## Compagnies aériennes et destinations
Cebu Pacific Air assure des vols quotidiens vers Tawi-Tawi depuis Zamboanga et vice versa, en utilisant des avions Airbus A320. PAL Express effectue également trois vols hebdomadaires sur la même route aérienne, en utilisant également des avions Airbus A320.

## Destinations des compagnies aériennes
- Cebu Pacific Air : Zamboanga[5]
- PAL Express : Cotabato[7], Zamboanga[8]
- Platinum Skies Aviation : Zamboanga